# Nedim Dagdeviren

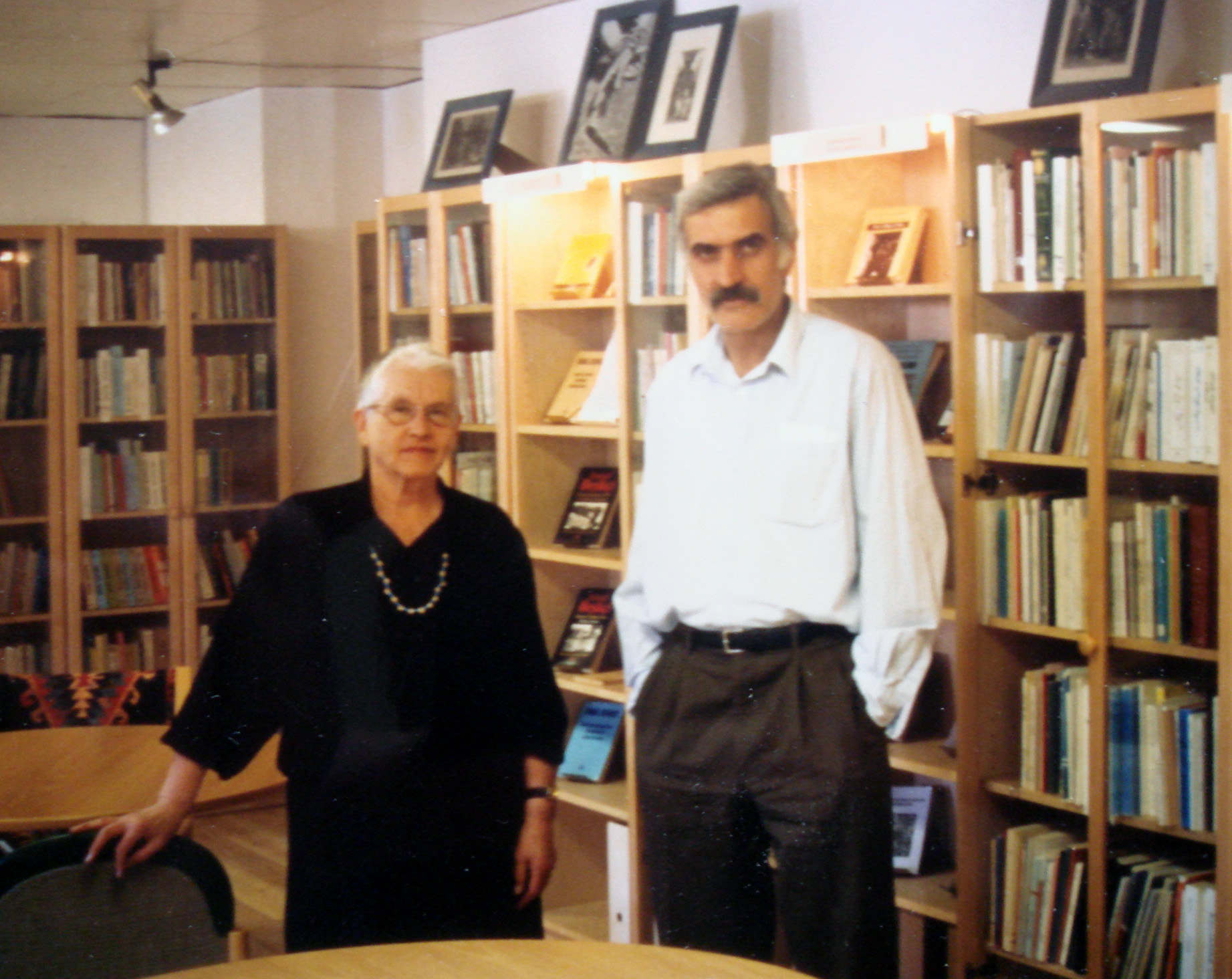
Nedim Dagdeviren (t.h.). Bilden är tagen den 20 oktober 1998 på Kurdiska biblioteket, som då låg på Skeppsholmen i Stockholm.

Nedim Dagdeviren (nordkurdiska: Nedîm Dagdeviren), född 1953 i staden Bismil i provinsen Diyarbakir, Turkiet, död 2 mars 2007 i Stockholm, var en kurdisk poet.
Dagdeviren arbetade som lärare i Turkiet och publicerade samtidigt dikter och essäer i olika tidskrifter under perioden 1977-1980. Han bosatte sig 1983 i Sverige, och bodde större delen av tiden i Huddinge. Dagdeviren satt i fängelse under sin tid i Turkiet. Han hade en väntande fängelsedom på tio år om han återvände på grund av de tal och poesiuppläsningar som han gjort vid olika möten.
Dagdeviren debuterade i bokform 1989 med diktsamlingen Amedim Amed. Han valdes till styrelseledamot i Sveriges författarfond 1997. I Sverige har Dagdeviren bland annat arbetat med förlagsverksamhet. Han var aktiv inom Svenska PEN och Författarförbundet.

## Kurdiska biblioteket
Dagdeviren var från 1997 till 2007 föreståndare för Kurdiska biblioteket på Skeppsholmen i Stockholm. Biblioteket invigdes 1997 av kulturminister Marita Ulvskog. Dagdeviren arrangerade utställningar på biblioteket, samlade ihop 8000 volymer med kurdisk anknytning och startade ett projekt för att lägga ut kurdisk litteratur och kurdiska tidskrifter på internet. Denna verksamhet för att bevara det kurdiska kulturarvet tilldelades 2001 två miljoner kronor i stöd av Sida och stiftelsen Framtidens kultur. När Sida senare begärde redovisning av stödet använts, hade Dagdeviren svårt att redovisa kvitton och inga böcker hade dykt upp på Internet. Han anklagades då, bland annat av journalisten Arif Zerevan, för förskingring och hans verksamhet blev ifrågasatt bland många kurder. Efter en tid dök dock de 6000 inscannade böckerna upp på intet och hotet om åtal för förskingring försvann.

### Egna verk
- Amedim Amed : [siir]. - 1. baski. - Huddinge : Mezopotamya, 1989. - 50 s. - (Siir dizisi ; 1) - ISBN 91-971307-0-2
- Den kurdiska frågan i Sveriges riksdag (1979-2001) vol. 1. - Stockholm : Kurdiska biblioteket, 2002. - 466 s. - ISBN 91-970507-0-9
- Den kurdiska frågan i Sveriges riksdag (1979-2001) vol. 2. - Stockholm : Kurdiska biblioteket, 2002. - 548 s. - ISBN 91-970507-1-7

### Översättare av
- Gunilla Bergström: Alfons'a babasi ne demisti?. - Huddinge : Mezopotamya, 1990. - [29] s. : färgill. - ISBN 91-971307-1-0  Originalets titel: Vad sa pappa Åberg? - Turkisk text

### Medverkat i
- Världen i Sverige : en internationell antologi / av Madeleine Grive och Mehmed Uzun. - Stockholm : En bok för alla, 1995. - 407 s. : ill. - (En bok för alla) - ISBN 91-7448-830-9

### Utgivare av
- Literature about the kurds = [Literatur über Kurden] [Litteratur om kurder] / edited by Nedim Dagdeviren ; illustrations by Contemori ... ; translations by Yusuf Göktepe ... ; language examining by Bob Brown .... - Huddinge : Mezopotamya, 1993. - 152 s. : ill. - ISBN 91-971307-2-9